# Fronteiras de Israel
As fronteiras do Estado de Israel têm sofrido alterações frequentes com o desenvolvimento bélico e diplomático do país. Tomando como base a Linha Verde definida pelo Armistício de 1949, Israel limita-se com o Líbano ao norte; com a Síria e as Colinas de Golã ao nordeste; com Cisjordânia e Jordânia a leste; e com a Faixa de Gaza e o Egito a sudoeste. A fronteira israelo-egípcia é a mesma demarcada séculos antes pelo acordo entre Império Otomano e Império Britânico quando da duração do Mandato político deste último na região. Por outro lado, as fronteiras com Líbano, Síria e Jordânia são baseadas nas demarcações entre Reino Unido e França através dos Acordos Paulet–Newcombe em 1923, sucedendo ao colapso otomano na Primeira Guerra Mundial. As fronteiras com Egito e Jordânia são reconhecidas formalmente e confirmadas como parte dos tratados de paz com estes respectivos países. A fronteira com o Líbano é compreendida como parte do Armistício de 1949. Entretanto, as fronteiras com a Síria e a Autoridade Nacional Palestina estão sob disputa há décadas.

## Fronteiras

### Israelo-libanesa

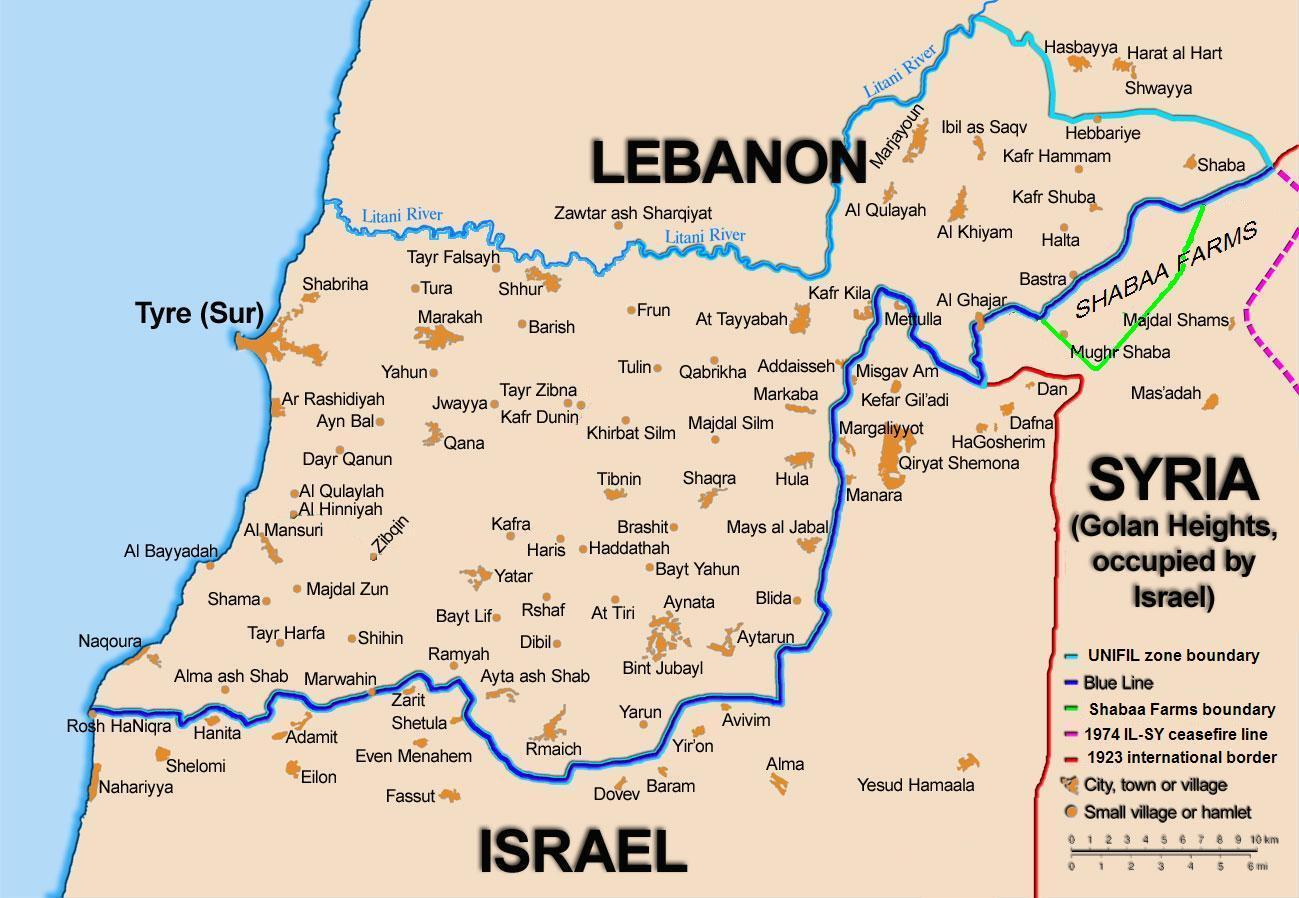
A Linha Azul demarca o limite internacional entre Líbano e Israel.

Em junho de 2000, as Nações Unidas foram conclamadas a intervir na disputa sobre a fronteira com o Líbano, decidindo se Israel havia cumprido inteiramente sua retirada das regiões em disputa de acordo com previsto pela Resolução 425 do Conselho de Segurança. A demarcação, aprovada em 2000 pela organização, ficou conhecida como Linha Azul. Simultaneamente, as Nações Unidas não consideraram a legitimidade da fronteira entre Líbano e as Colinas de Golã (sob controle de Israel), já que esta não havia sido apreciada pela Resolução 425. 
A Linha Azul, a qual as Nações Unidas defendem, é na realidade o limite de avanço das Forças de Defesa de Israel até 1978, quando da Invasão ao Líbano. Em suma, a demarcação foi reconhecida tanto pelo Líbano como por Israel como uma fronteira internacional, e não somente como parte do Armistício de 1949 (conhecido amplamente como a Linha Verde).

#### Evolução

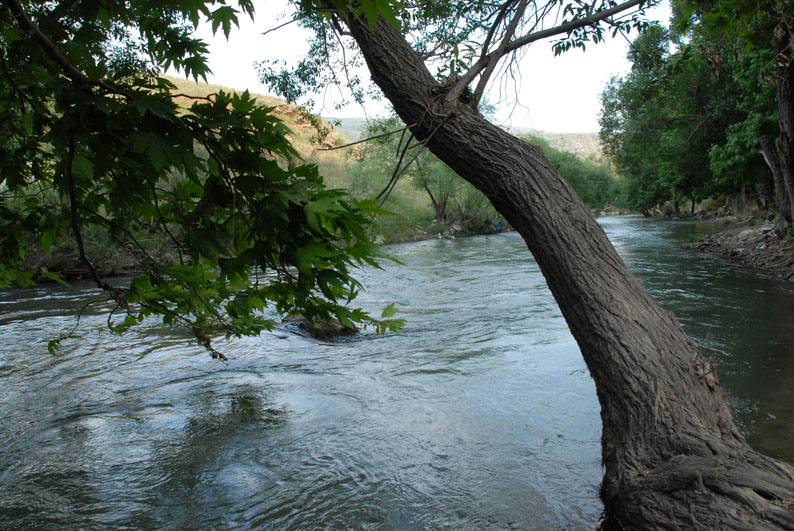
A ocupação israelense da região sul do rio Litani gerou as primeiras disputas sobre a fronteira entre os dois países.

Em 14 de março de 1978, o governo israelense lançou a Operação Litani, ocupando a área ao sul do rio homônimo, com exceção de Tiro. Em resposta, o Conselho de Segurança das Nações Unidas aprovou as Resoluções 425 e 426, exigindo a retirada das tropas militares israelenses da região. A determinação seria seguida somente no final de 1978, porém, seguida pelo apoio israelense ao Exército do Sul do Líbano. 

Em 17 de abril de 2000, Israel anunciou sua retirada completa do país vizinho, que recusou-se a participar de um novo acordo fronteiriço. As Nações Unidas, então, conduziram sua própria demarcação com base na proposta da Resolução 425, que conclamava para um "estrito respeito à integridade territorial, soberania e independência política do Líbano sobre suas fronteiras internacionais".

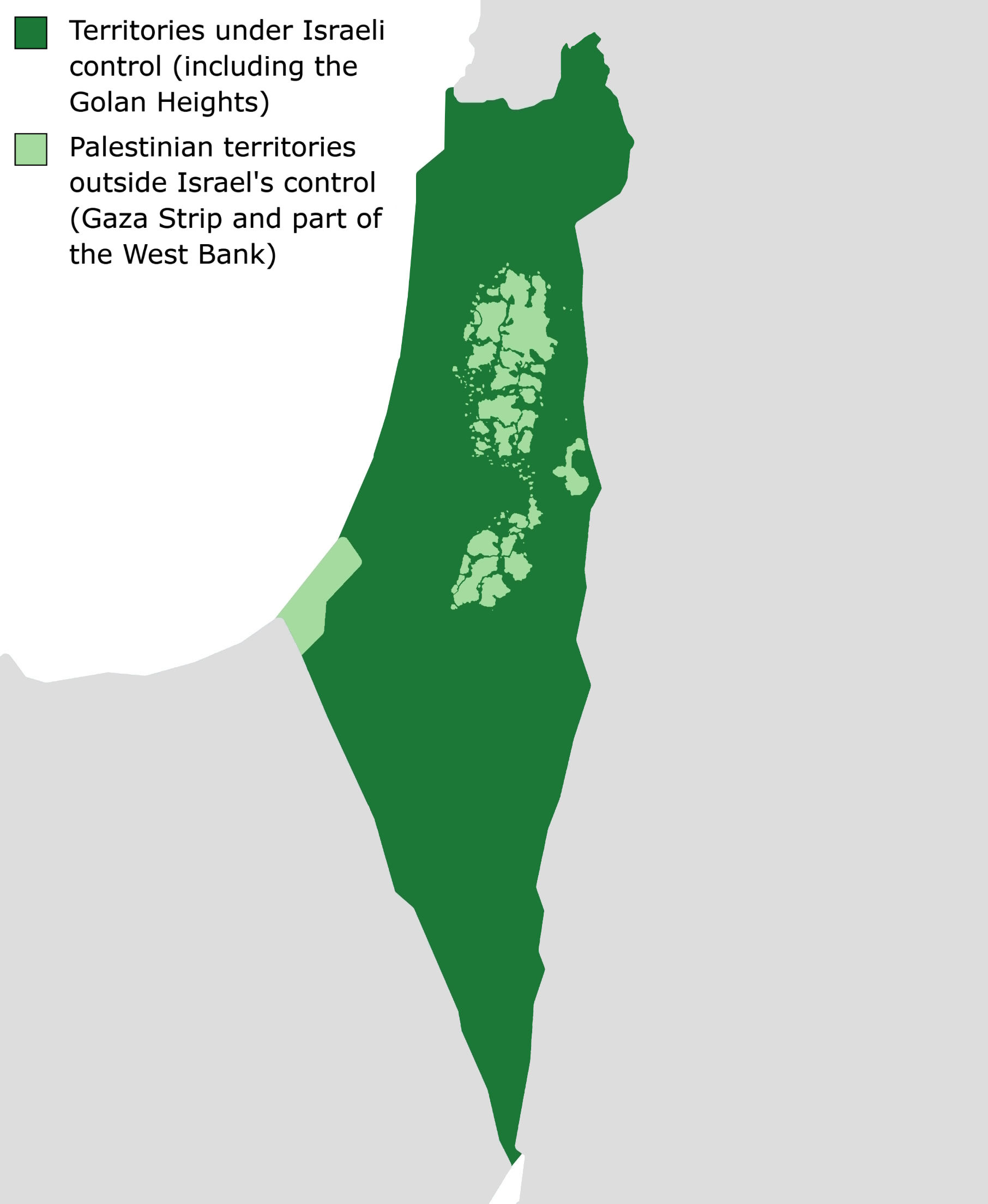

De 24 de maio a 7 de junho de 2000, enviados especiais das Nações Unidas percorreram Israel, Líbano e Síria na tentativa de reunir os três governos em diálogo pacífico sobre as fronteiras. Com apoio da UNIFIL, foi composta uma equipe especializada em demarcações geográficas para identificar uma possível fronteira que respeitasse os termos do governo libanês. Apesar de compreendida como uma fronteira informal, o objetivo era estabelecer uma demarcação em concordância com o reconhecimento internacional. Em maio de 2000, o governo israelense notificou às Nações Unidas sua retirada integral do território libanês. Meses depois, um mapa foi divulgado demonstrando a nova demarcação fronteiriça entre os dois países. Salvaguardando suas reservas sobre a questão, os dois governos confirmaram e concordaram com a linha fronteiriça.

#### Linha Azul
Reconhecida pelas Nações Unidas em 2000, a Linha Azul estende-se do Mar Mediterrâneo ao rio Hasbani e aproxima-se da Linha Verde do Armistício de 1949. No entanto, a região a oeste do rio Hasbani é considerada parte do território sírio e incluída em sua disputa pelas Colinas de Golã.
O Armísticio assinado entre Israel e Líbano em 1949 contempla os seguintes termos:
- Os termos do acordo são ditados exclusivamente para considerações militares.
- A linha do armistício (ou "Linha Verde") é a fronteira internacional correspondente à demarcação do Mandato Britânico entre Líbano e Palestina. (ver Tratado de Sèvres).
- Israel deve desocupar treze localidades ocupadas durante a guerra.

Em 1923, 38 demarcações foram espalhadas ao longo dos 78 km da fronteira e um texto explicado foi publicado. A Linha Azul de 2000 difere em alguns traçados da Linha de 1949, apesar de tais diferenças não ultrapassarem mais de 475 metros de extensão.

### Siro-israelense
Em 1923, um acordo entre Reino Unido e França estabeleceu a fronteira entre o Mandato Britânico da Palestina e o Mandato Francês da Síria. Os britânicos detinham controle das Colinas de Golã e as trocaram com os franceses pelo Vale do Jordão. A fronteira, então, foi redesenhada para que ambas as margens do rio Jordão e todo o Mar da Galileia, incluindo uma faixa de 10 metros ao norte do lago, fossem passados à Palestina. Consequentemente, o Plano de Partilha de 1947 considerou e perpetuou estas demarcações, inserindo estas regiões anteriormente acordadas entre os dois países europeus no novo Estado de Israel.

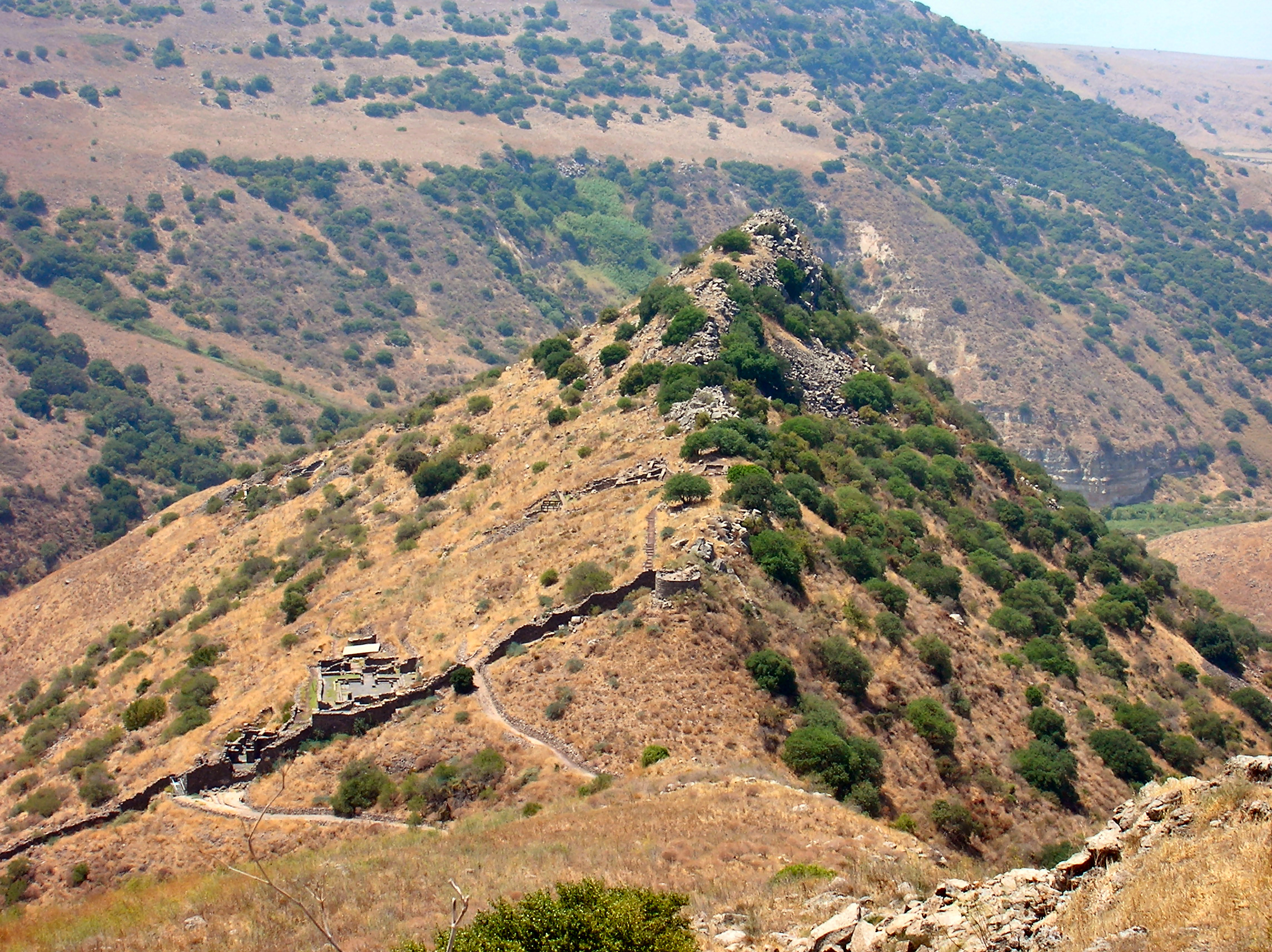
As Colinas de Golã, anexadas por Israel, são uma causa das tensões com a Síria.

Durante a Guerra dos Seis Dias, Israel retomou o território e subsequentemente repeliu um contra-ataque sírio na Guerra do Yom Kippur. Israel anexou as Colinas de Golã em 1981 através da Lei de Golã, e seguiu na construção de ocupações e colônias na região, tentando inclusive conceder cidadania aos habitantes druzos e circassianos. Atualmente, Israel reivindica as Colinas de Golã como parte de seu território soberano e alega uma necessidade estratégica sobre a possessão da região, apesar da Resolução 242 do Conselho de Segurança definir a região como território sob ocupação israelense. Como medida provisória, após o conflito ambos os países adotaram a Linha Roxa como demarcação de suas fronteiras. 
Durante a década de 1990, os dois países entraram em uma série de negociações buscando uma mediação para o conflito e a retirada israelense das Colinas de Golã. Contudo, ambas as partes desistiram de um acordo pacífico. A questão elementar da disputa envolve 66 km² de território no Vale do Jordão remanescente da Fronteira de 1923, reavidas pelo governo sírio na Guerra árabe-israelense de 1948 e devolvida aos israelenses pelo Armistício de 1949. Os países do mundo árabe, em contrapartida, apoiam a reivindicação síria pela região no que chamam de "regresso das fronteiras de 1967".

### Fronteira com Jordânia
Em 1988, a Palestina declarou sua independência sem especificar suas fronteiras. A Jordânia reconheceu o novo governo e cedeu às reivindicações da OLP pela Cisjordânia em concordância com a declaração da Liga Árabe de que a organização seria o "único e legítimo representante do povo palestino".
O Tratado de Paz Israel-Jordânia, assinado em 26 de outubro de 1994, representou uma solução temporária para as tensões debatidas desde a guerra de 1948, especificando e reconhecendo uma fronteira entre os dois países. O tratado determinava ainda os rios Jordão e Jarmuque, o Mar Vermelho e o Golfo de Aqaba como fronteiras naturais de Israel e Jordânia e deste último com a região ocupada desde 1967.
Em 2011, a Palestina candidatou-se à membresia das Nações Unidas baseando-se nas fronteiras anteriores a 1967. Como Israel não reconhece o Estado da Palestina, suas fronteiras com a Jordânia também permanecem pouco definidas. 

### Fronteira com Egito
A fronteira entre o Império Otomano e o Egito Britânico foi estabelecida através de acordo em 1 de outubro de 1906. Em relatos particulares, o Coronel Wilfed A. Jennings Bramley, que desempenhou um papel importante nas negociações, afirma que a demarcação serviu somente aos interesses britânicos. De fato, os britânicos assumiram parte do Canal de Suez e com totalidade o Mar Vermelho e o Golfo de Aqaba. À época, a ferrovia Hejaz não passava por Aqaba, limitando o acesso otomano ao Mar Vermelho. O governo britânico também desejava manter forte controle sobre a fronteira. 
Em 1949, Israel e Egito assinaram um Armistício definindo o traçado dá fronteira. A demarcação seguia o previamente estabelecido entre os governos antecessores, com exceção da Faixa de Gaza que permaneceu sob controle egípcio. 